# ボヴァーナート郡
ボヴァーナート郡（ ペルシア語: شهرستان بوانات）とは、イランのファールス州の郡である。郡中心市はボヴァーナート。2016年当時の人口は50,418人、15,874世帯。